# Jemen címere

Jemen aktuális címere

Jemen címere Jemen egyik nemzeti jelképe.

## Leírása
Az ország címereként a korábbi észak-jemeni címer szolgált alapul, amely egy szétterjesztett szárnyú sas mellén egy sárga szegélyű fehér pajzzsal, amelyen egy gátat ábrázoltak, alatta kék és fehér hullámos sávok láthatók, felette pedig egy kávécserjét helyeztek el. A pajzsot két oldalt a nemzeti zászló díszíti, alul zöld szalagon az állam teljes neve olvasható arab nyelven. 

## Galéria

1967 előtt
1967–1970
1970–1990